# Idioma zire
Zire (Sîshëë) es una lengua austronésica hablada mayoritariamente en el área tradicional de Ajië-Aro, en los municipios de Bourail y Moindou, en la Provincia Norte, Nueva Caledonia. A menudo considerada una variedad dialectal del ajië. Se extinguió en el año 2006.